# خيسوس هيكتور جاليغو هيريرا
خيسوس هيكتور غاليغو هيريرا (بالإسبانية: Jesús Héctor Gallego Herrera)‏ (توفي في يونيو 1971)، هو قس كاثوليكي كولومبي تم إختطافه وقتله في بنما بعد معارضته للحكم العسكري البنمي الذي كان يقوده الجنرال عمر توريخوس.